# Лаиса из Гикарр
Лаиса из Гикарр (греч. Λαΐς) или Лаида (Λαΐδα; ? — 340 до н. э.) — древнегреческая гетера, жившая в Коринфе в IV в. до н. э. Тёзка другой Лаисы, жившей в Коринфе в V в. до н. э. в период Пелопоннесской войны.

## Биография
Лаиса была родом из городка Гиккары на севере Сицилии. Она была ребёнком, когда во время Пелопоннесской войны афинский военачальник Никий захватил город, а гиккарских пленных продал в рабство на Пелопоннес. Там её купил художник Апеллес. Лаиса позировала ему, когда он рисовал Афродиту. У неё была такая красивая грудь, что художники упрашивали её позволить запечатлеть эту красоту на полотне. Впоследствии Апеллес даровал Лаисе свободу, и она отправилась в Коринф в известную на всю Грецию школу гетер. Там её обучили искусству соблазнения, музыке, риторике и философии. В Коринфе Лаиса и осталась жить. Вскоре слава о её красоте и обольстительности разлетелась по всей Греции, и у неё всегда было много поклонников, несмотря на то, что Лаиса соглашалась дарить свою любовь за большие деньги. Она тратила свои средства на роскошные одежды и драгоценности, и каждый её выезд превращался в событие.
С Лаисой было связано много анекдотов. Так, Демосфен предложил Лаисе отдаться ему за тысячу драхм, утверждая, что является любимцем афинян. В ответ гетера попросила за любовь десять тысяч драхм, а если Демосфен не располагает такой суммой, то пусть ему соберут деньги любящие его афиняне. Демосфен же заявил, что не готов так дорого покупать раскаяние, и удалился. Философа Аристиппа попрекали за то, что он пользуется ласками Лаисы за большие деньги, в то время как цинику и грубияну Диогену они достаются бесплатно, на что Аристипп резонно ответил, что он платит за то, чтобы получать удовольствие, а не за то, чтобы не давать получать удовольствие кому-то другому.
Постарев, Лаиса продолжала оделять мужчин своей любовью зачастую бесплатно. Она окончила свои дни в 340 году до нашей эры: будучи уже в почтенном возрасте, влюбилась в некоего юношу по имени Гипполох (или Гиппострат) и последовала за ним в Фессалию. Там, в храме Афродиты, её из ревности и убили фессалийки.

## В культуре
- Эдмон де Фрежак «Гетера Лаиса. Под солнцем Афин»